# Семиречье (Кугарчинский район)
Семире́чье (баш. Семиречье) — хутор в Кугарчинском районе Республики Башкортостан Российской Федерации. Входит в состав Кугарчинского сельсовета.

## География

### Географическое положение
Расстояние до:
- районного центра (Мраково): 36 км,
- центра сельсовета (Кугарчи): 2 км,
- ближайшей ж/д станции (Тюльган): 63 км.

## История
10 сентября 2007 года хутор Давлеткулово переименован в Семиречье.

## Население
| 2002 | 2009 | 2010 |
| ---- | ---- | ---- |
| 107  | ↗108 | ↘90  |